# Murata Norio
Norio Murata (sinh ngày 7 tháng 2 năm 1976) là một cầu thủ bóng đá người Nhật Bản.

## Sự nghiệp câu lạc bộ
Norio Murata đã từng chơi cho Oita Trinita và Mito HollyHock.